# Vaughn Duggins
Vaughn Duggins (* 10. Juli 1987 in Fort Wayne, Indiana) ist ein US-amerikanischer Basketballspieler. Duggins begann nach dem Studium in seinem Heimatland eine Karriere als Profi in Europa, wo er zunächst ab 2011 zwei Spielzeiten für den deutschen Erstligisten WALTER Tigers aus Tübingen spielte. Zur Saison 2013/14 wechselte Duggins nach Frankreich zu Le Mans Sarthe Basket.

## Karriere
Der 1,88 m große Shooting Guard, der auch als Point Guard eingesetzt werden kann, spielte von 2006 bis 2011 in der College-Basketballmannschaft Raiders der Wright State University in Fairborn (Ohio). Sein größter Erfolg war das Erreichen des Finales des NCAA-Turniers der besten 10 College-Basketball-Teams des Mittleren Westens der USA (Horizon League) 2010, nachdem er ein Jahr zuvor knapp eine Saison verletzungsbedingt als „redshirted“ aussetzen musste. An der Wright State Universität erwarb er einen Abschluss in Management und Marketing.
Seinen ersten Profivertrag bekam Duggins 2011 hat bei den Walter Tigers Tübingen in der deutschen Basketball-Bundesliga. Nachdem man in der Saison 2011/12 den Einzug in die Play-offs um die Meisterschaft verpasst hatte, reichte es in der Basketball-Bundesliga 2012/13 erneut knapp nicht zum Einzug in die Finalrunde um den Titel. Anschließend wechselte Duggins in die französische LNB Pro A zu Le Mans Sarthe Basket, wo er neben seinem Landsmann und ehemaligen Bundesligaspieler Reyshawn Terry auch mit DaShaun Wood zusammenspielen wird, mit dem er bereits mit den Raiders in seiner Collegezeit das Finale der Horizon League erreicht hatte.
Zur Saison 2015/2016 kehrte Duggins nach Deutschland zurück und spielte 2015 bis 2017 bei Pokalsieger EWE Baskets Oldenburg. Im November 2017 unterschrieb er einen Vertrag bei s.Oliver Würzburg, der jedoch schon im Februar 2018 aufgelöst wurde.

## Erfolge und Auszeichnungen
- BBL All-Second-Team: 2016